# Monogynella cassytoides
Monogynella cassytoides là một loài thực vật có hoa trong họ Bìm bìm. Loài này được (Nees ex Engelm.) Chrtek mô tả khoa học đầu tiên năm 1992.